# Тринаест колонија
Тринаест колонија (енгл. Thirteen Colonies) је назив за британске колоније успостављене дуж атлантске обале Северне Америке између 1607. и 1733. Оне су прогласиле независност и у Америчкој револуцији формирале Сједињене Државе. Колоније су биле: Делавер, Пенсилванија, Њу Џерзи, Џорџија, Конектикат, Масачусетски залив, Мериленд, Јужна Каролина, Њу Хемпшир, Вирџинија, Њујорк, Северна Каролина, и Роуд Ајланд и Провиденс. Свака колонија је развила свој систем самоуправе.
Пре независности, тринаест колонија су чиниле део ширег скупа колонија Британске Америке. Колоније у Британској западној Индији, Канади и Источној и Западној Флориди су остале лојалне Круни током рата, иако је у некима од њих био присутан одређени степен симпатија према патриотском покрету. Међутим, њихова географска изолованост и доминација британске поморске силе је спречила ефективно учешће ових територија у револуцији.